# Universal Edition
Universal Edition je hudební nakladatelství klasické hudby se sídlem ve Vídni. Bylo založeno roku 1901 s cílem dostat se na rakouský trh s hlavními klasickými hudebními díly, jež do té doby ovládala nakladatelství z Lipska. Společnost se brzy zařadila mezi nejvýznamnější hudební nakladatelství moderní hudby.
Roku 1904 Universal Edition koupilo nakladatelství Aibl, čímž získalo práva na mnoho děl Richarda Strausse a Maxe Regera. V roce 1907 se ředitelem společnosti stal Emila Hertzka, jenž zaměřil nakladatelství i na současnou hudbu. Za Hertzky se tak Universal Edition podařilo dohodnout kontrakty s řadou významných skladatelů počátku 20. století: např. roku 1908 s Bélou Bartókem a Frederickem Deliusem, roku 1909 s Gustavem Mahlerem a Arnoldem Schoenbergem, roku 1910 s Antonem Webernem a Alexanderem Zemlinskym, roku 1912 s Karolem Szymanowskym, roku 1917 s Leošem Janáčkem a roku 1924 s Kurtem Weillem. Skrze spolupráci se Shoenbergem také vydalo mnoho děl Albana Berga.